# Dundee (Floride)
Pour les articles homonymes, voir Dundee (homonymie).
La ville américaine de Dundee est située dans le comté de Polk, dans l’État de Floride.

## Démographie
| 1930 | 1940 | 1950  | 1960  | 1970  | 1980  |
| ---- | ---- | ----- | ----- | ----- | ----- |
| 615  | 694  | 1 152 | 1 554 | 1 660 | 2 227 |

| 1990  | 2000  | 2010  | - | - | - |
| ----- | ----- | ----- | - | - | - |
| 2 335 | 2 912 | 3 717 | - | - | - |

Lors du recensement de 2000, sa population s’élevait à 2 912 habitants.